# Eupsittula
 Eupsittula és un gènere d'ocells de la família dels psitàcids que habita zones forestals més o menys tancades de l'àrea Neotropical.
La major part tenen un color predominantment verd, encara que alguns són grocs o taronja. Són ocells socials que a la natura es veuen en grups.

## Llista d'espècies
Tradicionalment incloses al gènere Aratinga van ser separades d'ell arran els treballs de Remsen et col, 2013.
 Es classifica en 6 espècies:
- aratinga pitbruna (Eupsittula nana).
- aratinga asteca (Eupsittula astec).
- aratinga de front taronja (Eupsittula canicularis).
- aratinga coronada (Eupsittula aurea).
- aratinga de coroneta blava (Eupsittula pertinax).
- aratinga dels cactus (Eupsittula cactorum).